# Гвозьдзець (Підкарпатське воєводство)
Гвозьдзець (пол. Gwoździec) — село в Польщі, у гміні Боянув Стальововольського повіту Підкарпатського воєводства.
Населення — 637 осіб (2011).
У 1975-1998 роках село належало до Тарнобжезького воєводства.

## Демографія
Демографічна структура станом на 31 березня 2011 року:
|          | Загалом | Допрацездатний вік | Працездатний вік | Постпрацездатний вік |
| -------- | ------- | ------------------ | ---------------- | -------------------- |
| Чоловіки | 321     | 69                 | 215              | 37                   |
| Жінки    | 316     | 82                 | 186              | 48                   |
| Разом    | 637     | 151                | 401              | 85                   |